# امتزاز حيوي
الامتزاز الحيوي أو الامتصاص الحيوي هي عملية فيزيوكيميائية تحدث طبيعياً في بعض الكتل الحيوية مما يمكنها من الارتباط بالشوائب وتركيزها ضمن بنيتها الخلوية، وذلك على الجدران أو ضمن الأغشية الخلوية.
تستغل هذه العملية الطبيعية في التخلص من أيونات الفلزات الثقيلة مثل إزالة تلوث الكادميوم من التربة.

## طالع أيضًا
- تراكم حيوي